# 奈良県道・京都府道52号奈良精華線
奈良県道・京都府道52号奈良精華線（ならけんどう・きょうとふどう52ごう ならせいかせん）は奈良県奈良市から京都府相楽郡精華町に至る主要地方道（奈良県道・京都府道）である。

## 概要
奈良市街地に直結する国道308号と平城京跡の南西側で接続し、さまざまな研究機関や住宅が立ち並ぶ関西文化学術研究都市の一地区である精華・西木津地区とを結ぶ路線である。

### 路線データ
- 起点：奈良県奈良市三条大路5丁目（三条大路5丁目交差点）
- 終点：京都府相楽郡精華町大字東畑小字赤水
- 路線延長：
  - 奈良県：
  - 京都府：3.4582 km[1]

## 歴史
道路法（昭和27年法律第180号）第7条第6号の規定に基づき、当初は全線が一般府県道として認定されており、一般府県道乾谷奈良線と一般府道東畑乾谷線を母体とする。1971年（昭和46年）の第3次主要地方指定時に建設省（現・国土交通省）から奈良乾谷線として主要地方道に指定され、1993年（平成5年）5月の第6次主要地方道指定時には東畑乾谷線（1994年（平成6年）4月廃止）を併せて奈良精華線として指定された。

### 年表
- 1959年（昭和34年）12月18日
京都府が一般府道100号東畑乾谷線と一般府道101号乾谷奈良線（いずれも当時）を認定[2]。
- 1961年（昭和36年）2月1日
奈良県が一般県道177号乾谷奈良線を認定[3]
- 1971年（昭和46年）6月26日
建設省（現・国土交通省）が一般府県道乾谷奈良線を奈良乾谷線として主要地方道に指定[4]。
- 1972年（昭和47年）
  - 3月28日: 京都府が府道52号奈良乾谷線として主要地方道の認定路線表に加える[5]
  - 5月19日 - 奈良県が県道27号奈良乾谷線として主要地方道の認定路線表に加える。
- 1993年（平成5年）5月11日
建設省が主要府県道奈良乾谷線と一般府道東畑乾谷線を併せて主要地方道奈良精華線として指定[6]
- 1994年（平成6年）4月1日
奈良県が主要地方道27号奈良乾谷線を廃止し、新たに主要地方道として県道52号奈良精華線を認定[7]。
京都府が主要地方道52号奈良乾谷線と一般府道東畑乾谷線を廃止[8]し、新たに主要地方道として府道52号奈良精華線を認定[9]。

## 路線状況

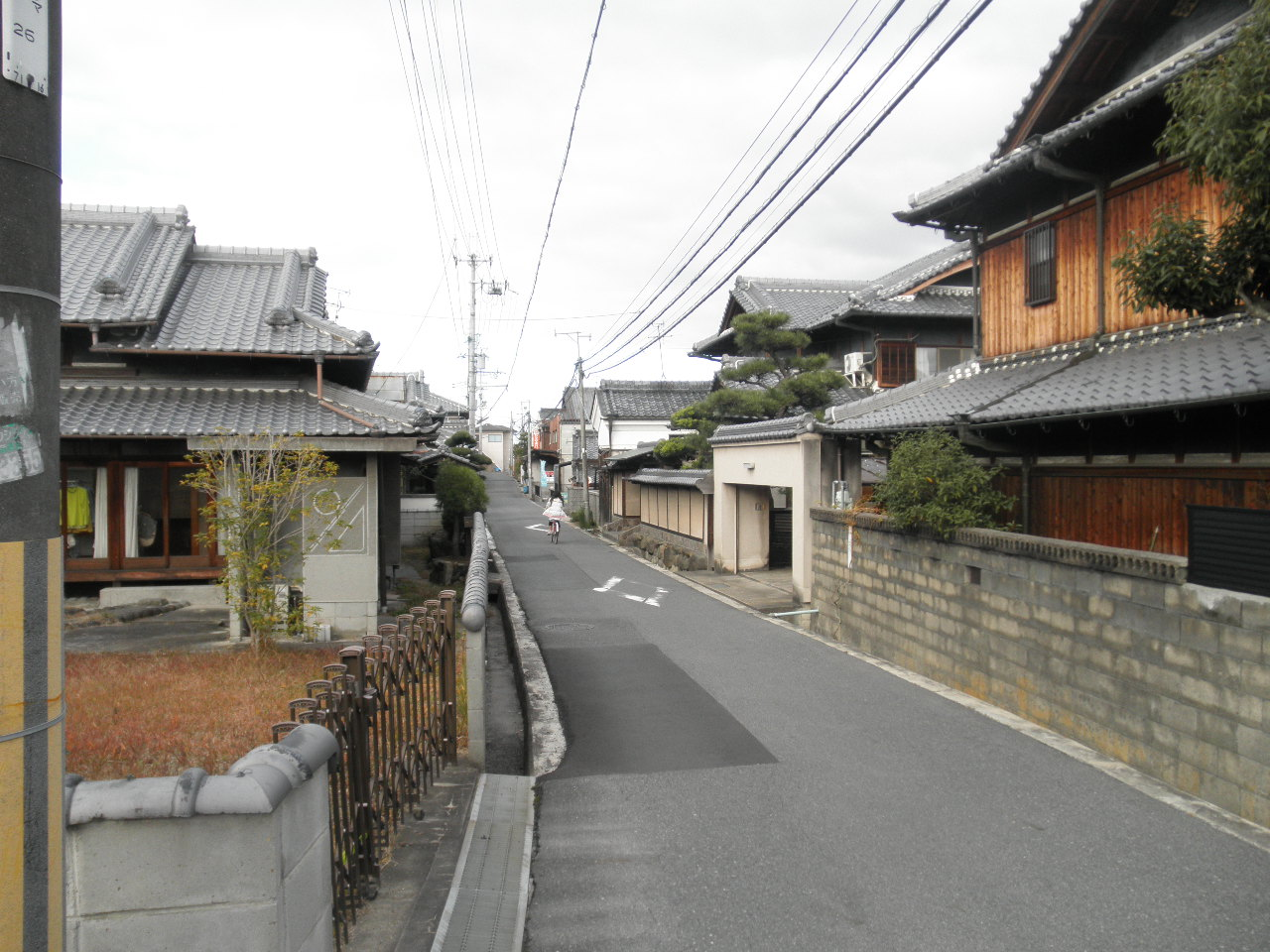
奈良県奈良市押熊町（旧道）

奈良市秋篠町、中山町、押熊町内の旧道の幅員は1.0 - 1.5車線程度と狭く、しかも路線バスが通っており、その狭さゆえ各所に交通警備員が奈良交通バスにより配置されている。奈良工業高校跡地より北側区間では、平行して片側1.0 - 2.0車線のバイパスが通っている。バイパス区間は大和中央道の一部に指定されている。

### 重複区間
- 奈良県道176号山陵佐紀線（奈良市二条町1丁目・西大寺橋東詰交差点 - 奈良市山陵町・孝謙天皇陵前交差点）
- 奈良県道104号谷田奈良線（奈良市二条町2丁目・二条町交差点 - 奈良市西大寺東町2丁目・西大寺橋西詰交差点）
- 京都府道72号生駒精華線（相楽郡精華町光台2丁目 - 相楽郡精華町大字東畑小字赤水）

## 地理

### 通過する自治体
- 奈良県
奈良市
- 京都府
相楽郡精華町

### 交差する道路
| 交差する道路                                          | 交差する場所 | 交差する場所 | 交差する場所 | 交差する場所                  | 備考 |
| ----------------------------------------------------- | ------------ | ------------ | ------------ | ----------------------------- | ---- |
| 国道308号〈三条菅原線〉 奈良県道9号奈良大和郡山斑鳩線 | 奈良県       | 奈良市       | 奈良市       | 三条大路5丁目（尼ヶ辻）       |      |
| 国道308号 奈良県道1号奈良生駒線 阪奈道路              | 奈良県       | 奈良市       | 奈良市       | 二条大路南5丁目・（尼辻北町） |      |
| 奈良県道104号谷田奈良線                               | 奈良県       | 奈良市       | 奈良市       | 二条町                        |      |
| 奈良県道104号谷田奈良線                               | 奈良県       | 奈良市       | 奈良市       | 西大寺橋西詰                  |      |
| 奈良県道176号山陵佐紀線                               | 奈良県       | 奈良市       | 奈良市       | 孝謙天皇陵前                  |      |
| 大和中央道                                            | 奈良県       | 奈良市       | 奈良市       | 中山橋                        |      |
| ならやま大通り                                        | 奈良県       | 奈良市       | 奈良市       | 神功5丁目                     |      |
| 京都府道328号相楽台桜が丘線                           | 京都府       | 相楽郡       | 精華町       | 桜が丘西                      |      |
| 国道163号                                             | 京都府       | 相楽郡       | 精華町       | 乾谷西                        |      |
| 京都府道72号生駒精華線                                | 京都府       | 相楽郡       | 精華町       | 国会図書館前                  |      |
| 京都府道72号生駒精華線                                | 京都府       | 相楽郡       | 精華町       | （大字東畑小字赤水）          |      |

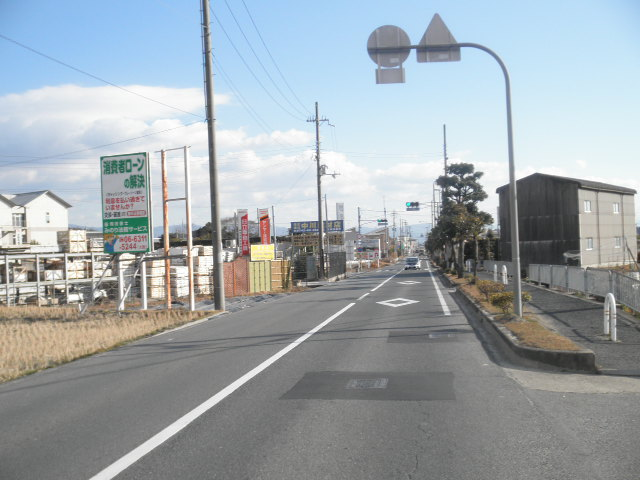
奈良県奈良市秋篠町

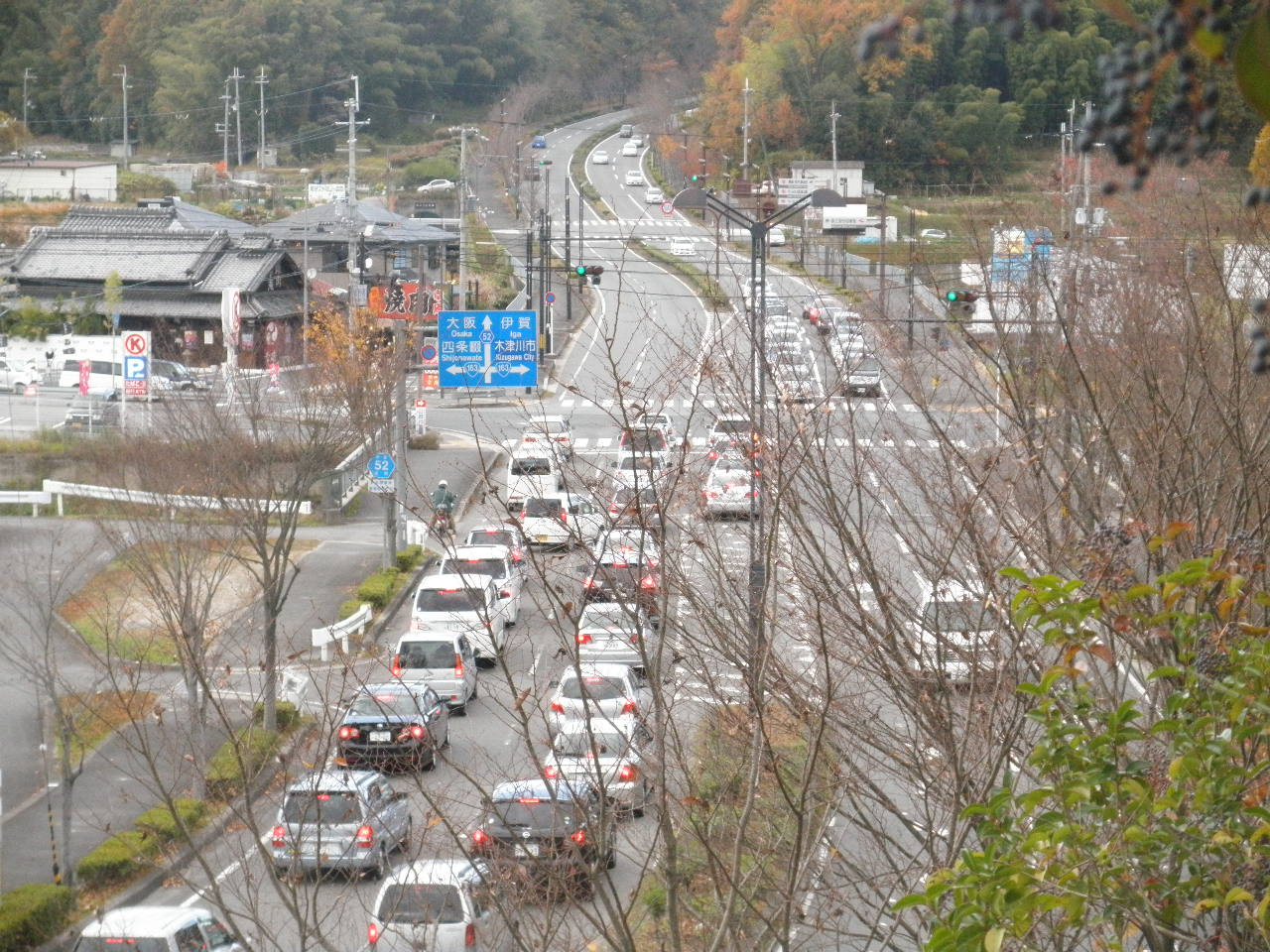
京都府相楽郡精華町桜が丘4丁目

※ 交差する場所の括弧書きは地名、それ以外は交差点名で表示

### 沿線にある施設など
- 平城宮跡
- ならファミリー（イオンモールが運営）
- 近鉄大和西大寺駅
- 近鉄平城駅
- 奈良県営競輪場
- 神功皇后陵
- 奈良少年院
- 奈良大学附属高等学校
- 国立国会図書館関西館
- アピタタウンけいはんな
- 国際電気通信基礎技術研究所
- けいはんなプラザ
- 情報通信研究機構けいはんな研究所
- パナソニック中央研究所